# Antona intensa
Antona intensa är en fjärilsart som beskrevs av Rothschild 1912. Antona intensa ingår i släktet Antona och familjen björnspinnare. Inga underarter finns listade i Catalogue of Life.